# بی‌تفاوتی ملایم جهان
بی‌تفاوتی ملایم جهان (انگلیسی: The Gentle Indifference of the World) یک فیلم است که در سال ۲۰۱۸ منتشر شد.